# Tomás-Luis-de-Victoria-Preis
Der Tomás-Luis-de-Victoria-Preis ist die wichtigste Auszeichnung in der iberoamerikanischen Musikwelt. Der Musikpreis ist mit 60.000 Euro dotiert und wird seit 1996 von der Sociedad General de Autores y Editores (SAEGE) in Madrid vergeben. Namenspatron ist Tomás Luis de Victoria, einer der bedeutendsten Komponisten Spaniens.

## Preisträger
- 1996: Harold Gramatges (Kuba, 1918–2008)
- 1998: Xavier Montsalvatge (Spanien, 1912–2002)
- 2000: Celso Garrido Lecca (Peru, 1926–2025)
- 2002: Alfredo del Mónaco (Venezuela, 1938–2015)
- 2004: Joan Guinjoan i Gispert (Spanien, 1931–2019)
- 2005: Marlos Nobre (Brasilien, 1939–2024)
- 2006: Antón García Abril (Spanien, 1933–2021)
- 2008: Gerardo Gandini (Argentinien, 1936–2013)
- 2009: Luis de Pablo (Spanien, 1930–2021)
- 2010: Leo Brouwer (Kuba, * 1939)
- 2011: Josep Soler i Sardà (Spanien, 1935–2022)
- 2013: Mario Lavista (Mexiko, 1943–2021)
- 2014: Alcides Lanza (Argentinien, 1929–2024)
- 2015: Xavier Benguerel (Spanien, 1931–2017)
- 2016: Tomás Marco (Spanien, * 1942)
- 2017: Roberto Sierra (Puerto Rico, * 1953)
- 2019: Horacio Vaggione (Argentinien, * 1943)
- 2021: Leonardo Balada (Spanien, * 1933)
- 2023: Tania León (Kuba, * 1943)